# Straja Țării
Straja Țării (cunoscută și ca Străjeria) a fost o organizație a tineretului din Regatul României, creată în 1935 de Regele Carol al II-lea. Membrii săi erau cunoscuți ca străjeri și foloseau o formă de salut roman ca formulă de salut. Sediul Străjeriei pentru fete, pentru învățătoare și profesoare era la Predeal, iar pentru băieți era la Breaza.

## Caracter
Monarhul a conceput "Straja Țării" după modelul Hitlerjugend din Germania Nazistă, inspirându-se și din alte grupuri fasciste precum Balilla din Italia. Acest caracter a devenit evident la 3 decembrie 1938, când Straja Țării a fost reorganizată conform liniilor dictaturii personale a regelui Carol (vezi Frontul Renașterii Naționale), înlocuind toate organizațiile de tineret existente, inclusiv cercetașii, și a devenit supraveghetoarea activităților sportive și a tututor celorlalte activități, precum și una dintre principalele căi de manifestare a cultului personalității regelui Carol. Deși Regele era adesea citat ca Marele Străjer, conducătorii organizației au fost de fapt maiorul Teofil Sidorovici și Nisa Cămărășescu. 
Toți băieții cu vârsta de la 7 la 18 ani și toate fetele cu vârsta de la 7 la 21 ani ar fi trebuit să se alăture acestei organizații. Un corp format din băieți cu vârsta de la 18 la 21 ani completa Straja și era responsabil pentru oferirea de instrucție premilitară.

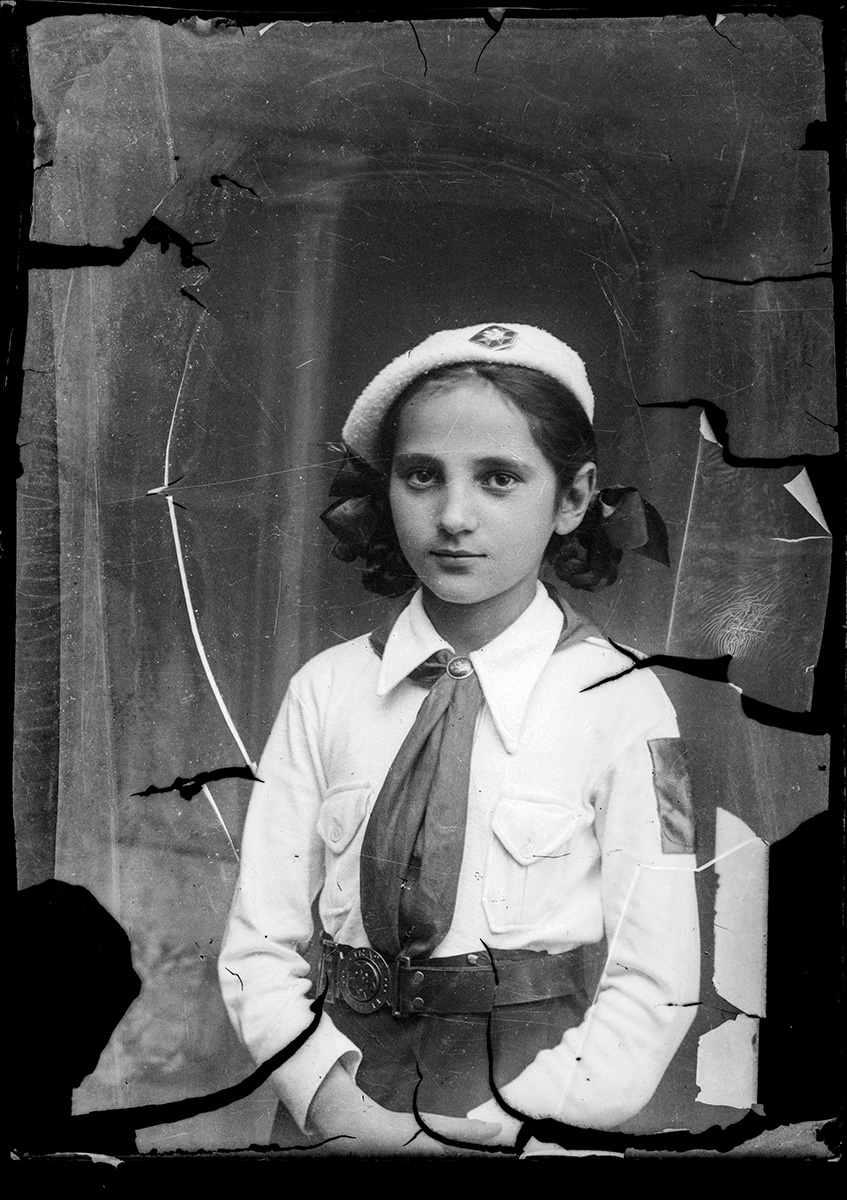
Fată în uniformă de străjer

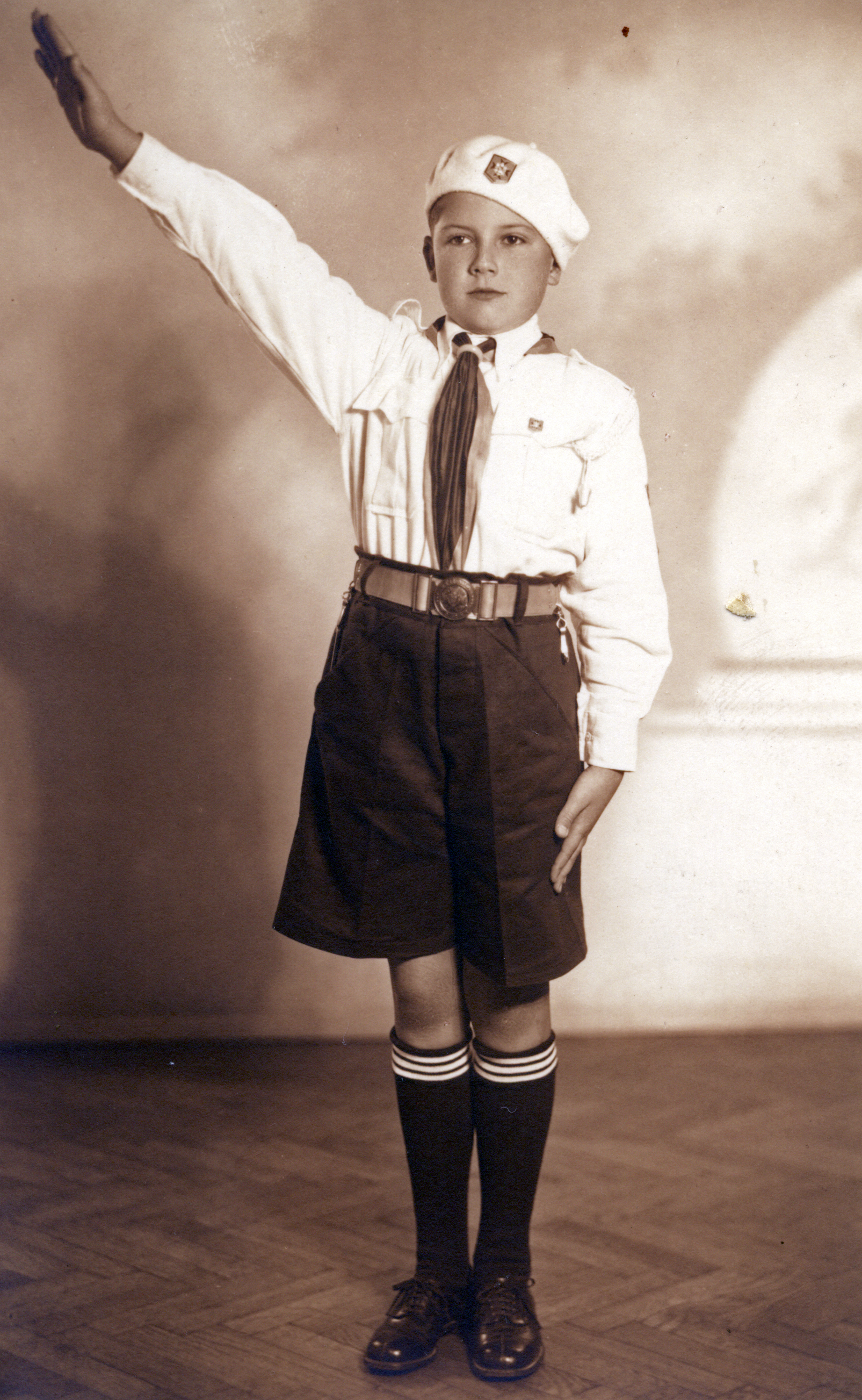
Străjer al regelui la 10 ani.

Membrii erau legați printr-un Crez, care spunea:
"Credință și muncă pentru Țară și Rege
1. Cred în Dumnezeu și în Biserica străbunilor mei;
2. Cred în Regele Țării, Marele nostru Străjer, Cârmuitorul destinelor Poporului Român;
3. Cred în muncă și jertfă — închinându-mi întreaga mea ființă pentru ridicarea și propășirea Patriei;
4. Cred în Straja Țării — chezășia Unității Neamului, Hotarelor și Sufletului Românesc."

## Final
În vara anului 1940, după cedarea Basarabiei și a nordului Bucovinei către Uniunea Sovietică (vezi Ocupația sovietică a Basarabiei și Bucovinei de nord), a fost folosită pentru a oferi ajutor refugiaților din diferitele părți ale României. Postul național de radio s-a angajat într-o campanie de propagandă, lăudând Straja Țării ca Armata Albă a Regelui, ascunzând faptul că aceasta a fost unica formă de ajutorare a refugiaților. La 28 iunie 1940, Teofil Sidorovici, comandantul "Străjii Țării", a fost numit în funcția de ministru al propagandei naționale în locul lui Constantin C. Giurescu.
Mai târziu, în cursul aceluiași an, când guvernul Statului Național Legionar a înlocuit regimul lui Carol al II-lea, după criza provocată de Dictatul de la Viena (cedarea nordului Transilvaniei către Ungaria), organizația a fost desființată și toate bunurile ei au fost preluate de Garda de Fier.